# Manila galleon
Manila Galleons (Tiếng Tây Ban Nha: Galeón de Manila; Tiếng Philippines: Galyon ng Maynila at Acapulco), là tên gọi những đoàn tàu buôn Tây Ban Nha thực hiện những chuyến tàu thương mại giữa Philippines với Mexico qua Thái Bình Dương, phương tiện được sử dụng là loại tàu bườm Galleons. Thuật ngữ "Manila Galleons" cũng được sử dụng để chỉ tuyến đường thương mại giữa cảng Acapulco và Manila kéo dài từ năm 1565 đến năm 1815.
Tên tuyến đường này ở Tân Tây Ban Nha được gọi là "La Nao de la China" (Những con tàu Trung Quốc), vì những chuyến tàu này chuyên chở hàng Trung Quốc đến châu Mỹ từ Manila và chuyến khứ hồi của nó là chở bạc từ Tân Tây Ban Nha đến Viễn Đông để mua hàng. Những đồng bạc 8 reales được biết đến với tên gọi Đô la Tây Ban Nha được người Trung Quốc tín nhiệm và trở thành đồng bạc thanh toán thương mại chính thức, về sau nó trở thành tiêu chuẩn của các loại Đô la thương mại do Nhật, Trung Quốc, Pháp, Anh đúc để thực hiện thanh toán thương mại.
Tuyến đường thương mại Manila Galleon chính thức bắt đầu vào năm 1565, sau khi Andrés de Urdaneta khám phá ra tuyến đường khứ hồi từ Mexico đến Philippines. Các chuyến đi khứ hồi thành công đầu tiên được thực hiện bởi Alonso de Arellano vào năm đó. Các chuyến tàu thương mại theo con đường này được thực hiện cho đến năm 1815, khi Chiến tranh giành độc lập Mexico nổ ra. Các chuyến tàu bườm Galleons thực hiện chuyên chở thương mại từ Manila đi qua Thái Bình Dương đã tiếp diễn trong suốt 250 năm, mang đến châu Mỹ những hàng hoá xa xỉ như gia vị và đồ sứ để đổi lấy bạc. Tuyến đường cũng giúp giao lưu văn hoá giữa các quốc gia buôn bán với nhau.
Năm 2015, Phillippines và Mexico đã bắt đầu chuẩn bị hồ sơ đệ trình lên UNESCO, xin công nhận Tuyến đường Thương mại Manila-Acapulco Galleon trở thành Di sản Thế giới, ý tưởng này được sự ủng hộ nhiệt thành từ Tây Ban Nha.
Năm 1521, một đoàn thám hiểm Tây Ban Nha do Ferdinand Magellan dẫn đầu đã thực hiện chuyến hải trình vòng quan thế giới, sau khi vượt qua eo biển mà ngày nay được gọi là Eo biển Magellan, đoàn tàu đến Thái Bình Dương và tiếp tục đi về phía tây theo gió mậu dịch hướng tây. Đoàn thám hiểm đã khám phá ra Quần đảo Mariana và Philippines, Magellan đã tuyên bố chủ quyền thuộc về Tây Ban Nha, sau đó ông đã tử nạn trong một cuộc đụng độ với bộ lạc người bản xứ.